# Milpat
Le Milpat, anciennement appelé Michel et Patrick, est un ancien langoustinier du Guilvinec. C'est un des rares représentants des « malamoks », bateaux de pêche artisanaux et polyvalents construits en Pays Bigouden de 1930 à 1970.
Il appartient désormais à l'association fécampoise, l'AFDAM qui l'exploite et qui en a assuré la restauration.
Il a été labélisé sous son ancien nom en octobre 2019 bateau d’intérêt patrimonial (BIP) par l'association Patrimoine maritime et fluvial.

## Historique

### Bateau de pêche
Le Michel et Patrick (nom original) fut lancé en 1962 pour pratiquer la pêche, essentiellement en mer d'Irlande et dans le Finistère sud. Il avait une coque en chêne, deux mâts de charge et un chalut à potences latérales.
Il était équipé d'un moteur Baudouin de 160 ch (lancement à air comprimé) et possédait une cale de 25 m3. Son immatriculation de pêche était G 8025 puis GV 302652 (quartier maritime de Guilvinec).

### Reconversion
Désarmé en 1988, il est racheté en 1990 par un club de plongée. 
Dès 1994, après une refonte totale, il est reclassé en 2e catégorie de plaisance. Il participe aux fêtes maritimes de Douarnenez en 1996.

### Restauration
Après une période d'inactivité à Sainte-Marine sur la rivière Odet, il se dégrade très vite. Par un contrat de 15 ans, l'Association fécampoise pour le développement des activités maritimes (AFDAM) l'obtient en exploitation sous promesse de le remettre en état comme voilier de plaisance. En outre, le Michel et Patrick servira en renforcement de la Tante Fine. Il arrive à Fécamp le 7 juillet 2001.
Le port de Fécamp ne disposant plus de slipway, le chantier de restauration s'est déroulé sur le terre-plein du bassin Bérigny. Les travaux de charpenterie de marine furent importants car le bateau était, après expertise, en moins bon état qu'il ne paraissait. Ce chantier naval de plein air  fut une attraction appréciée des visiteurs du port.

### Reprise de la navigation
Depuis 2008, il navigue de nouveau, en tant que bateau de plaisance pour des touristes et aux services des missions de réinsertion avec l’association ISMM-AFDAM (qui deviendra dans la suite l’association AFDAM).
En juin 2019 le moteur Perkins (120 CV) sera remplacé par un nouveau moteur : Volvo D3, 5 cylindres turbo (150 CV / 110 kW).

Il a été racheté en août 2019 par l’Association AFDAM. Se faisant déjà affectivement appeler Mil’Pat par l’équipage et les Fécampois, il va changer de nom officiellement en Milpat avec une nouvelle immatriculation FC 302652.

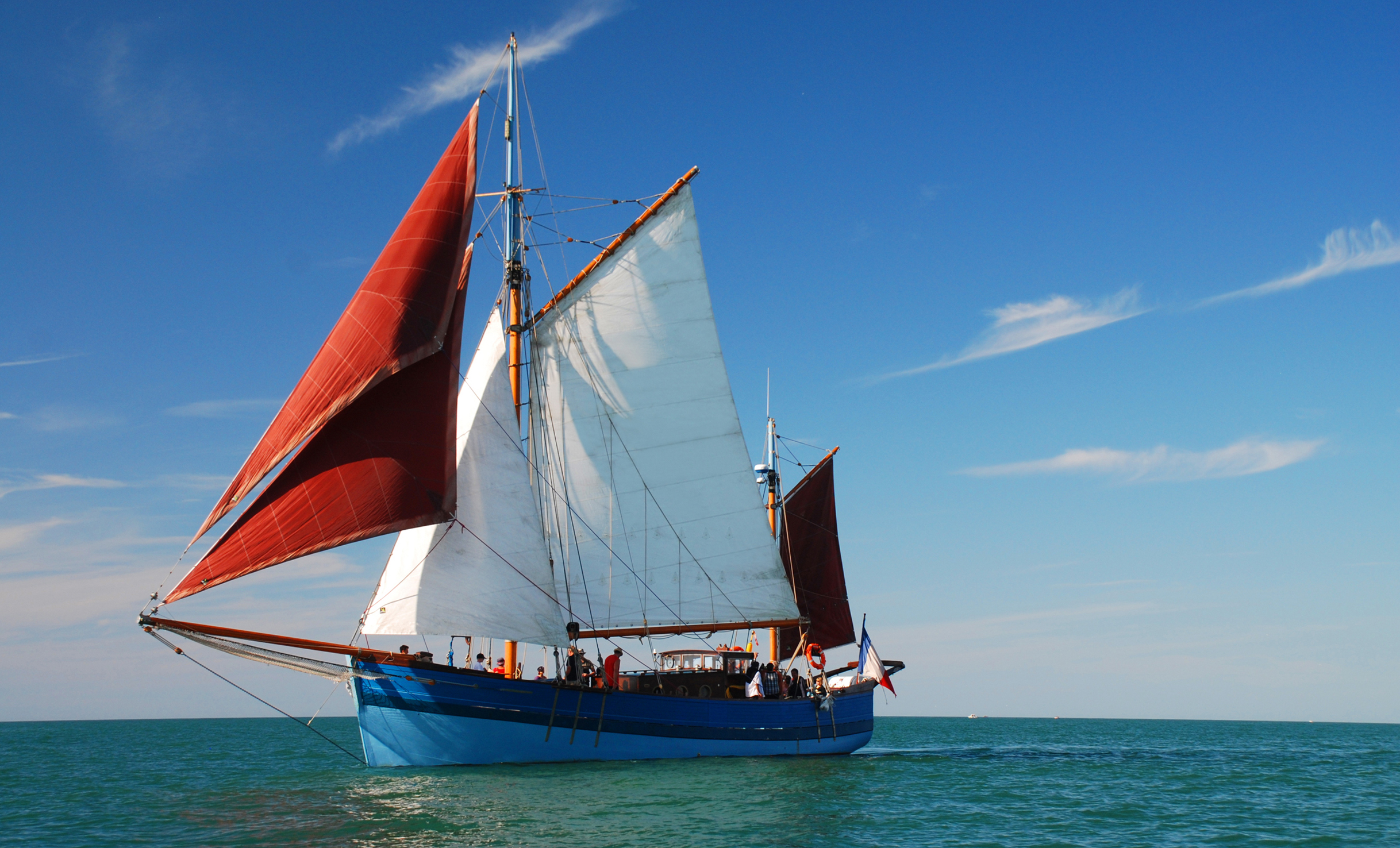
Le Milpat toutes voiles dehors

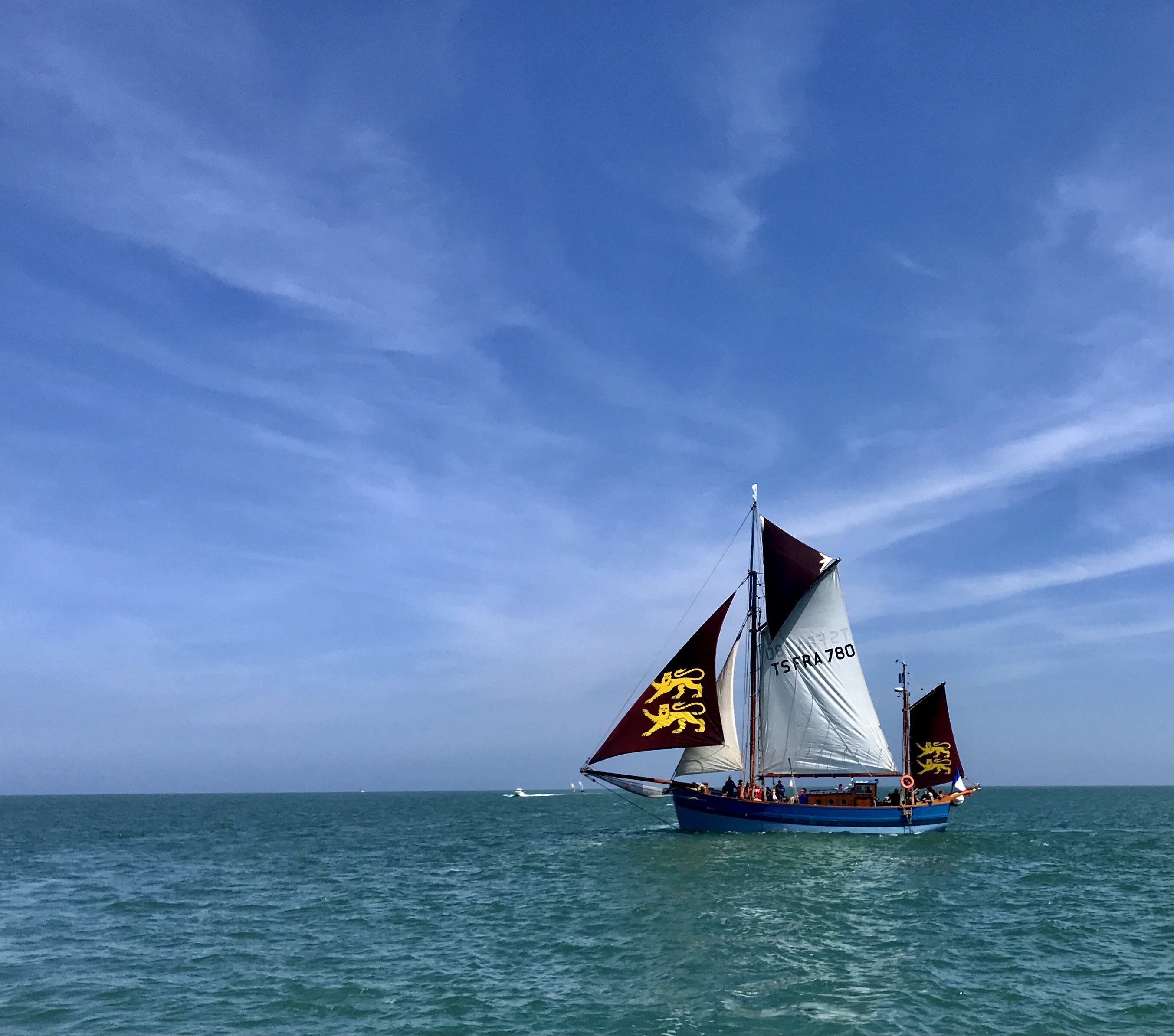
Milpat voiles Normandes

Depuis 2010, d’avril à octobre/début novembre, le Milpat et la Tante Fine proposent des sorties en mer au grand public, pour le plaisir de découvrir la vie de matelot et l’histoire de ces deux bateaux. Ces sorties sont organisées avec la collaboration de l’Office Intercommunal de Tourisme de Fécamp sous la marque « Fécamp au gré des vents ». Ces deux vieux gréements participent aux diverses manifestations maritimes régionales et offrent des services de transports éco-responsables : Il transporte, avec d'autres voiliers du vin en bouteille pour la société TOWT (TransOceanic Wind Transport) créée en 2009.

## Galerie d'images

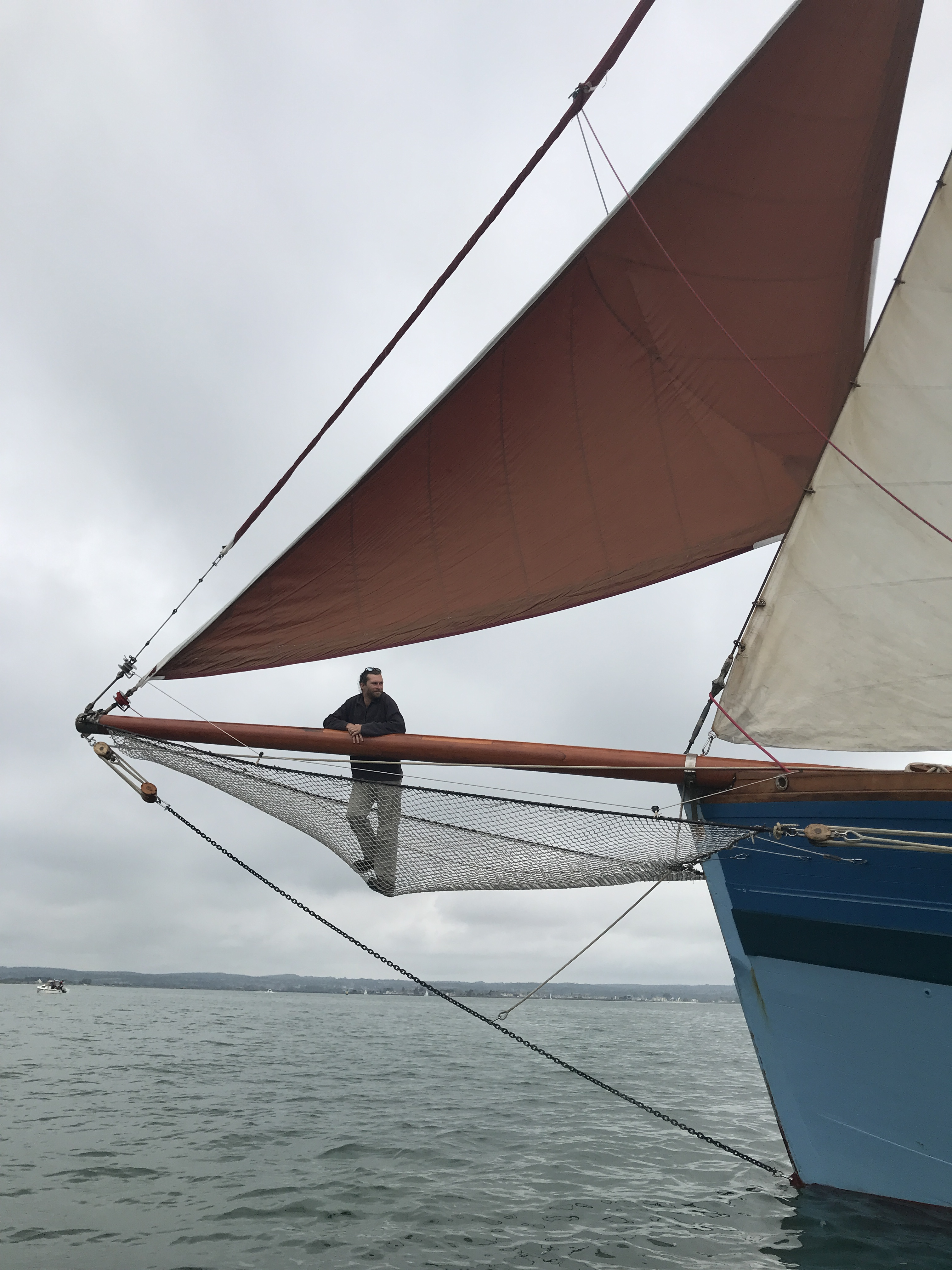
Dans le filet de Milpat

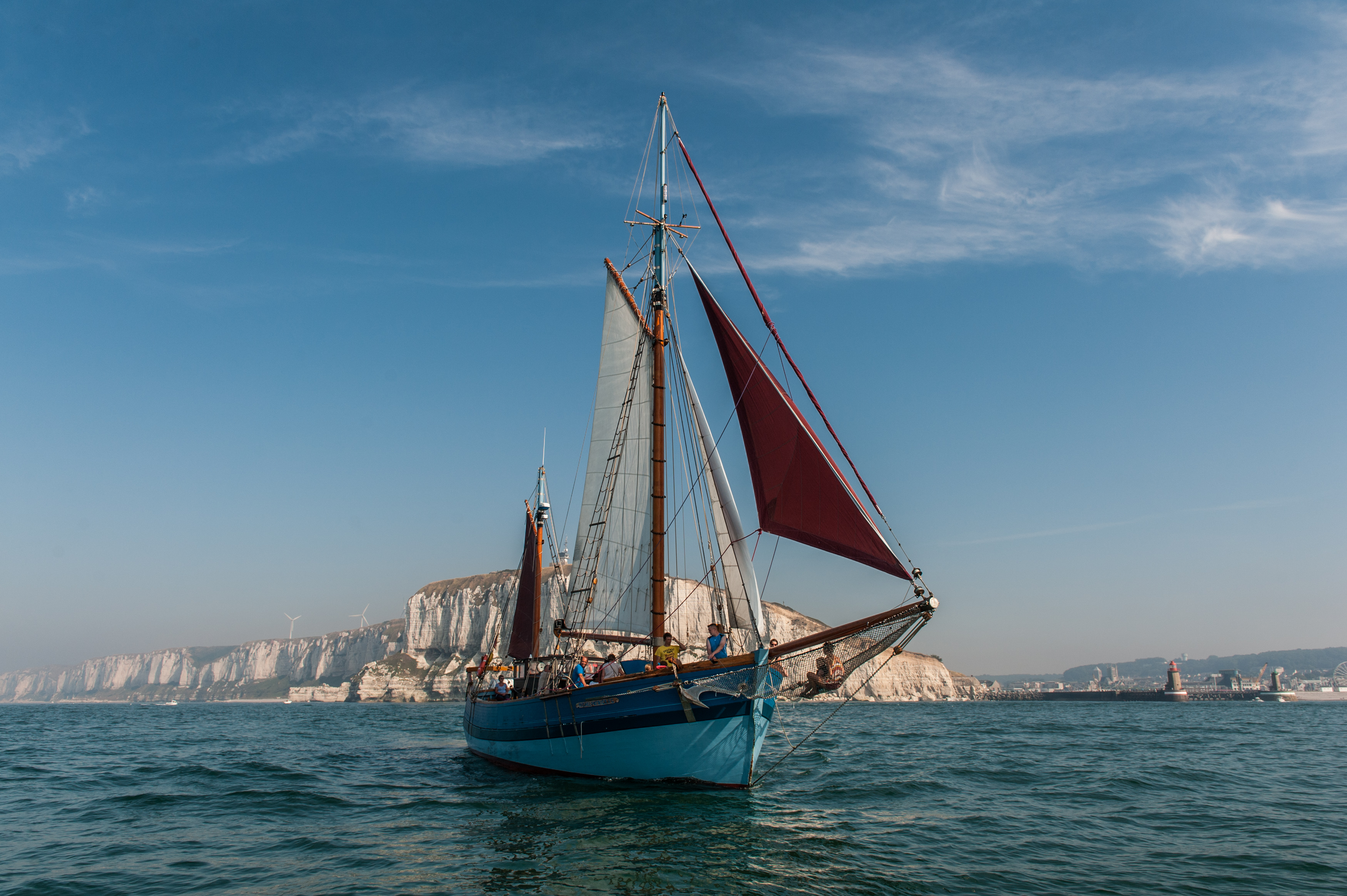
Milpat devant le Cap Fagnet et de l’entrée du port de Fécamp (2016).
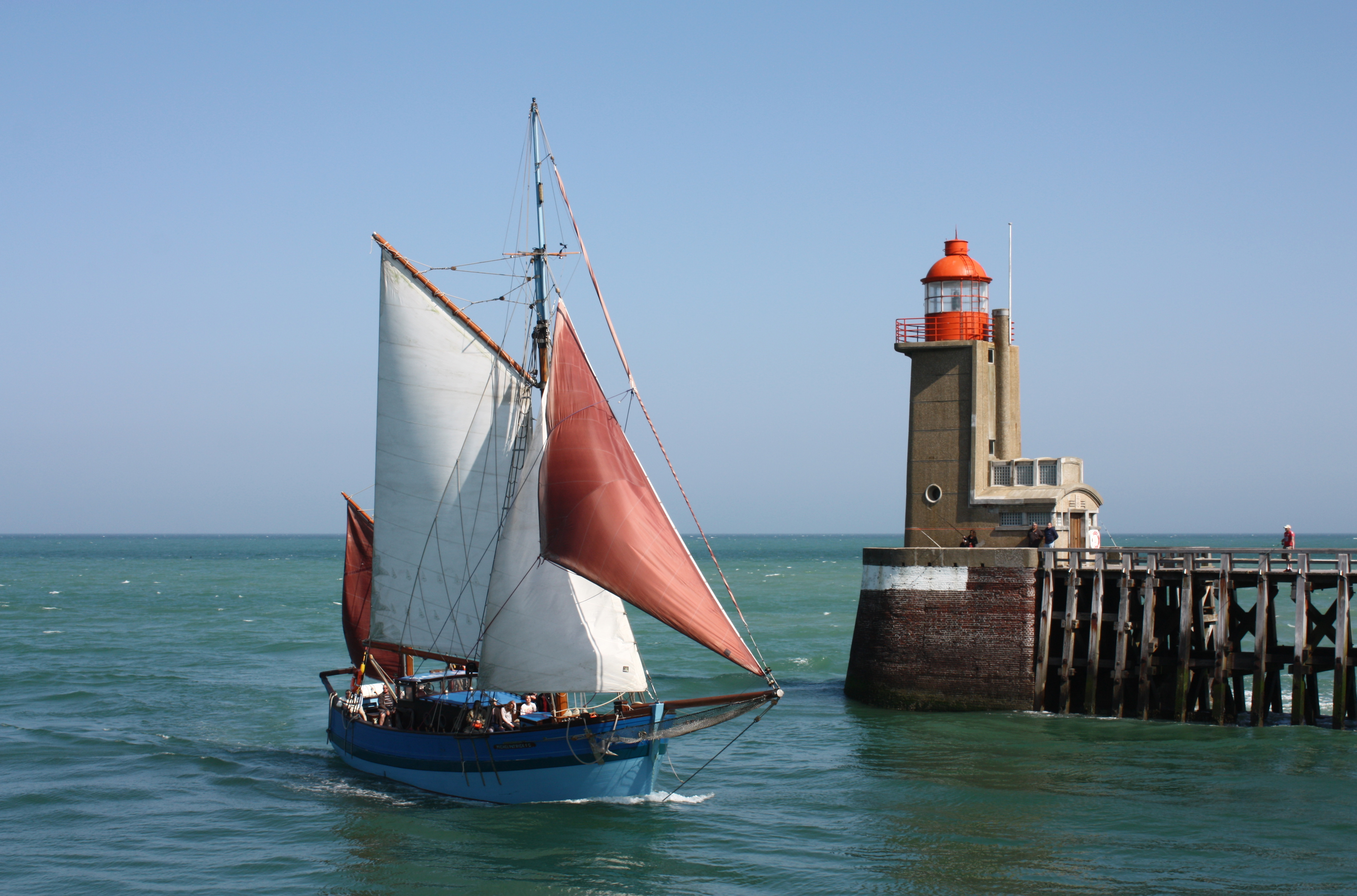
Milpat devant le phare et les estacades de Fécamp en 2013.
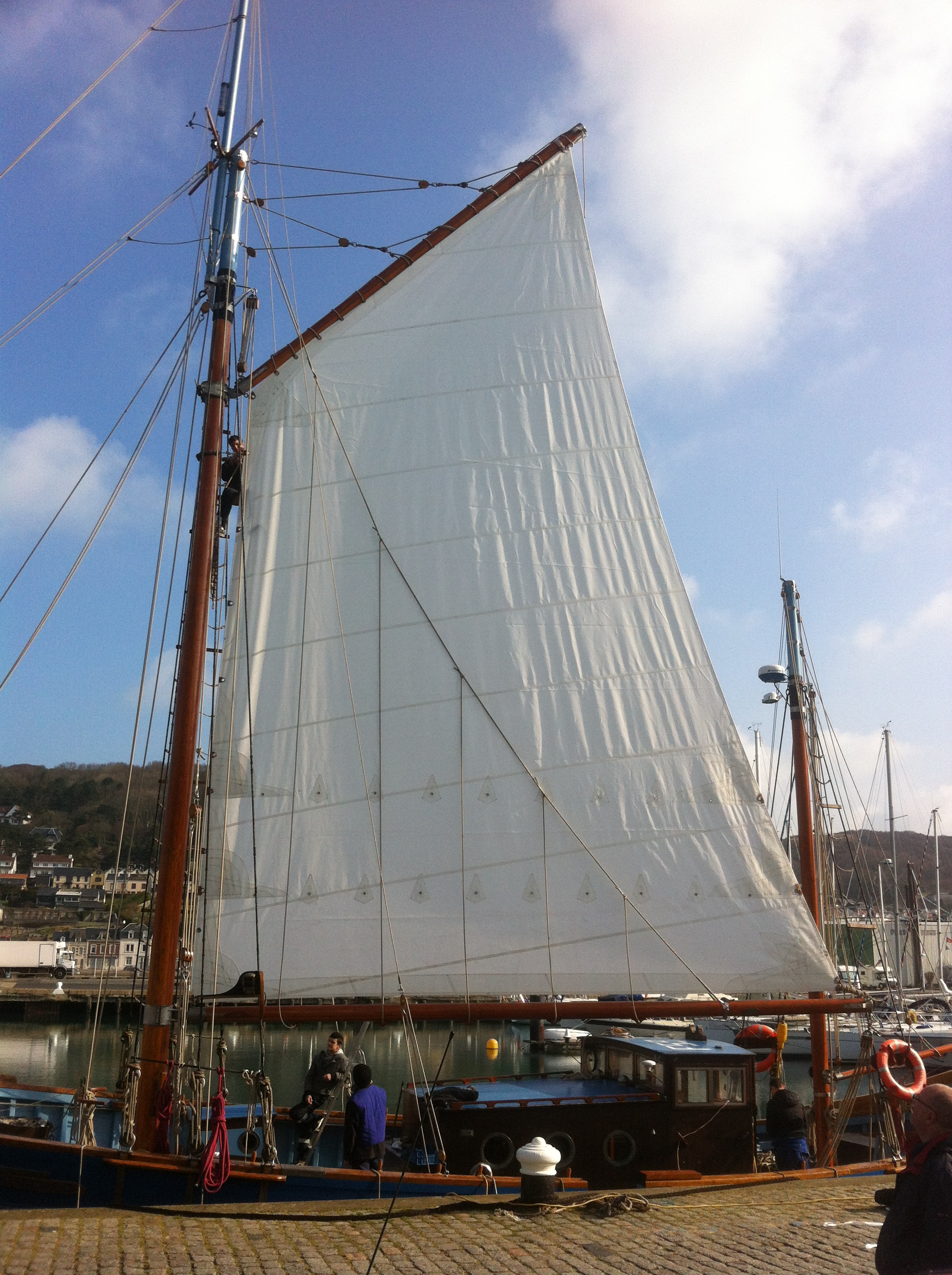
La nouvelle grand-voile du Milpat (2015).
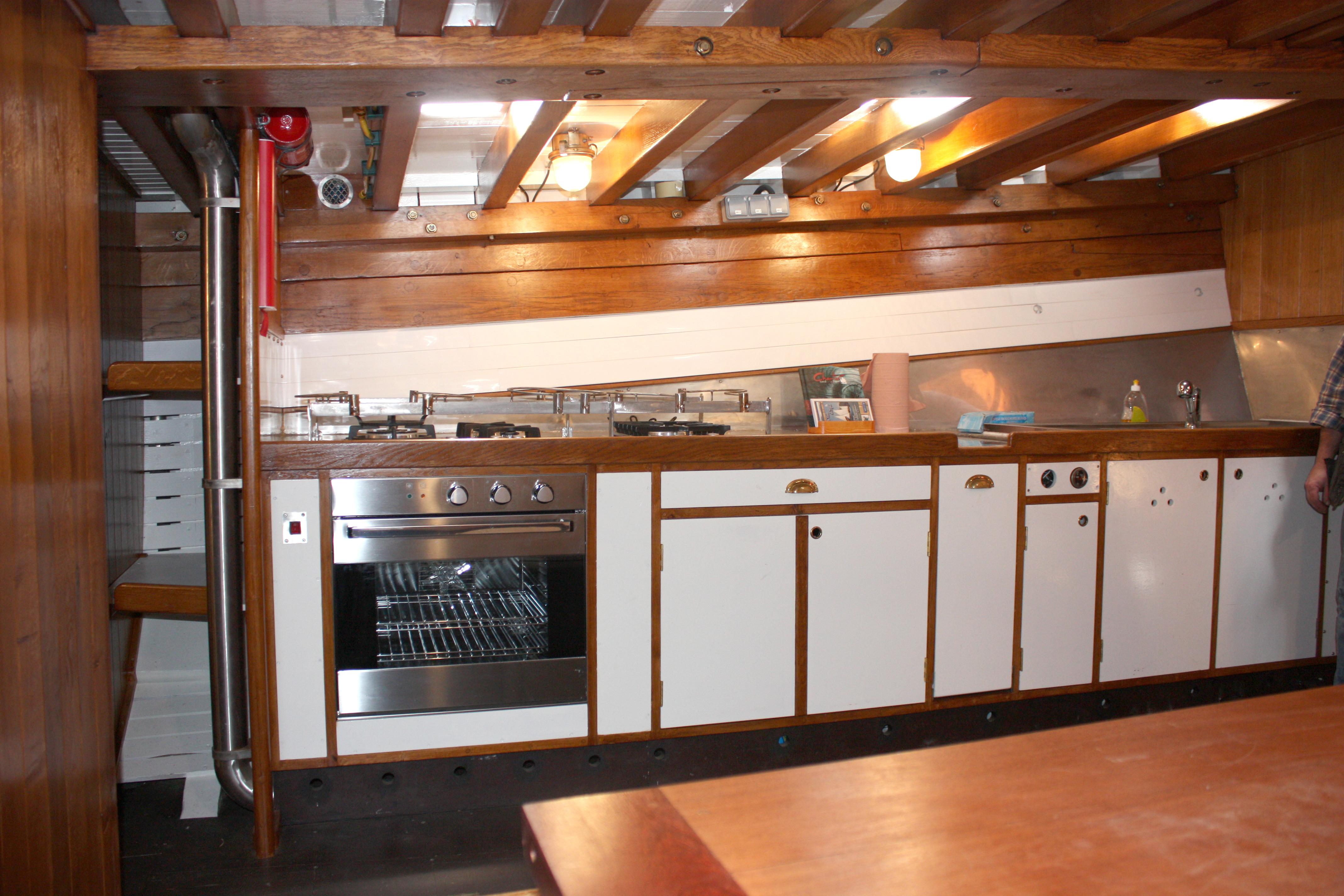
la cambuse du MILPAT - 2011
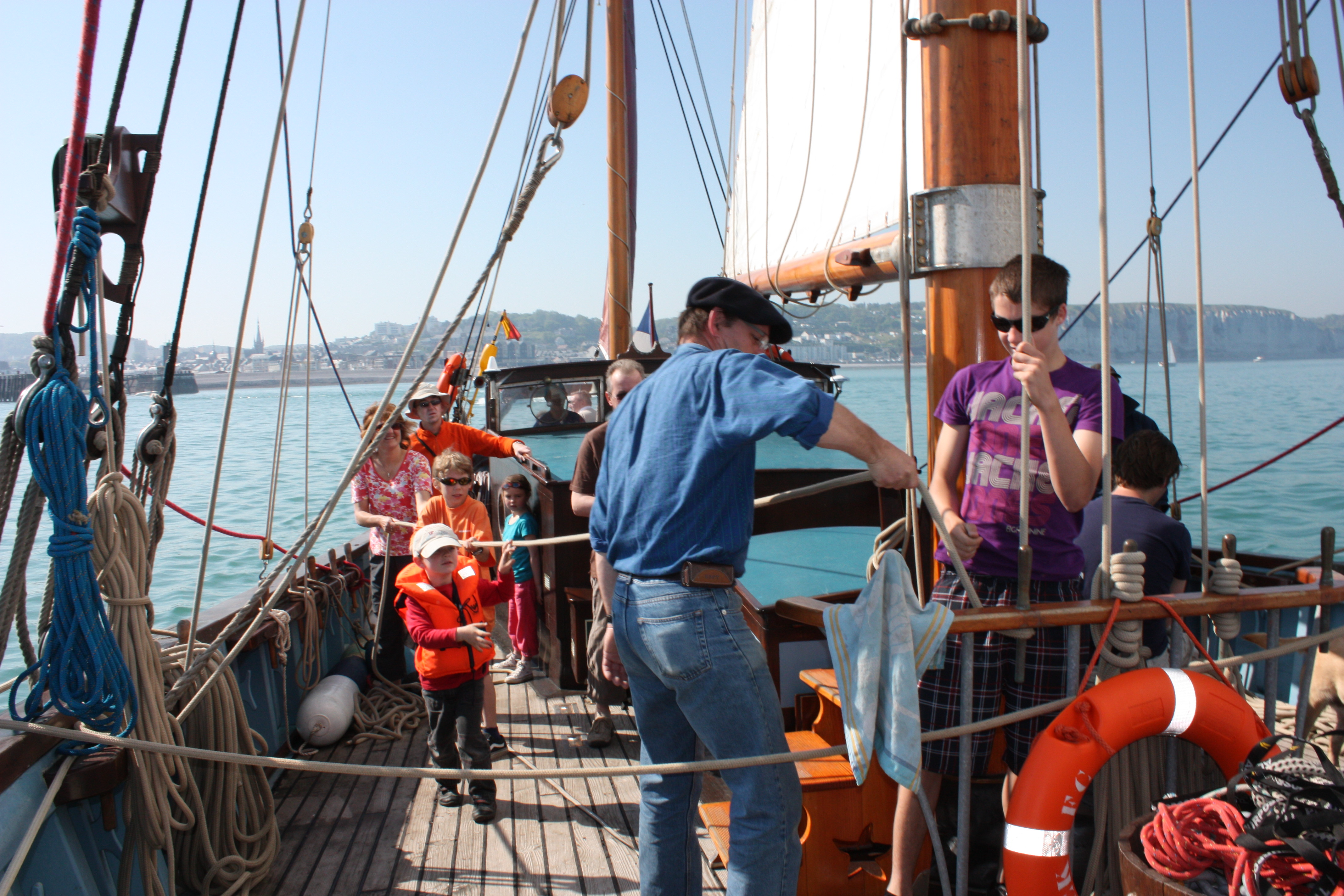
Astérix, le capitaine en action (2010).
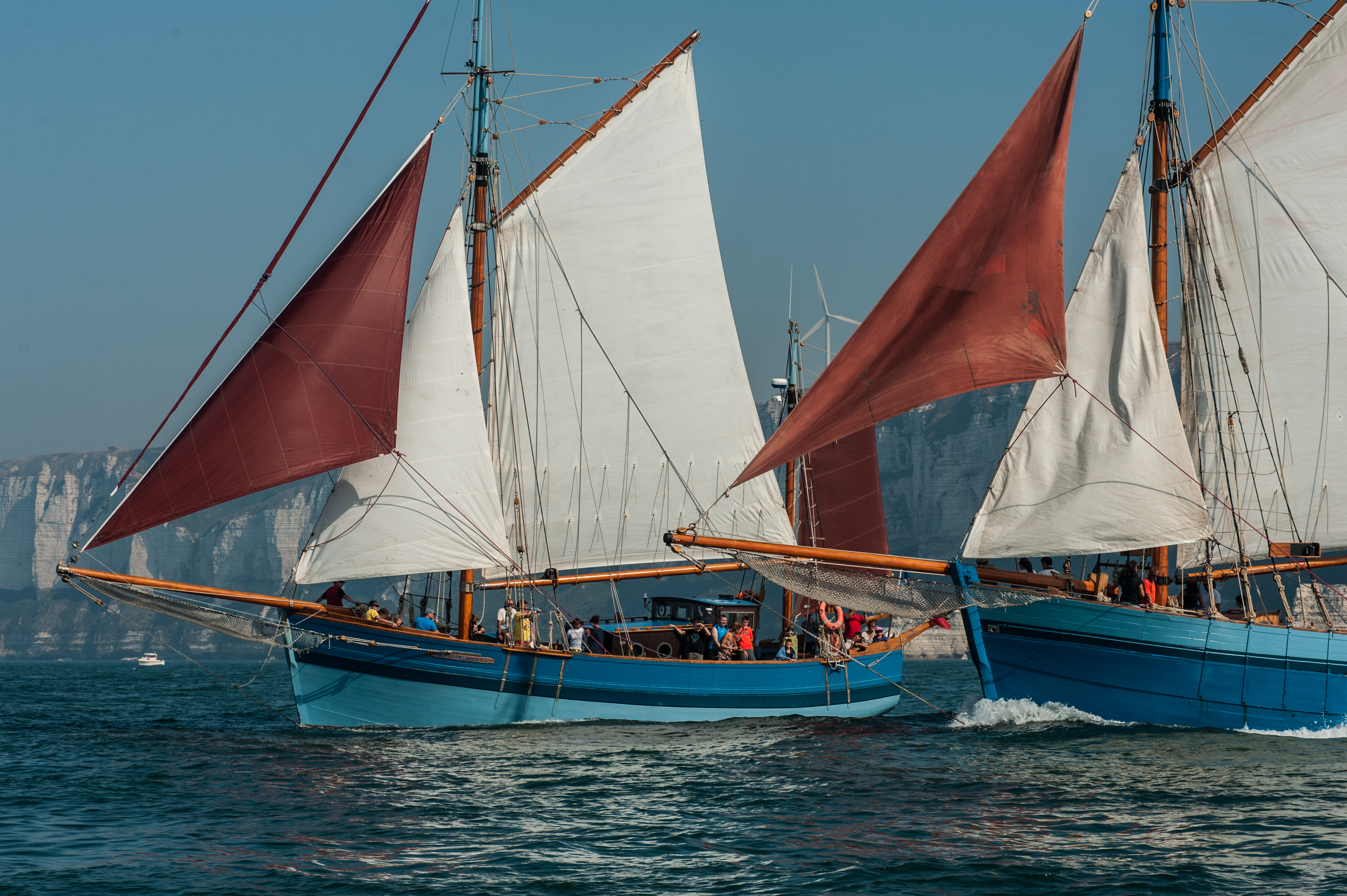
Le Milpat et la TANTE FINE (2016).
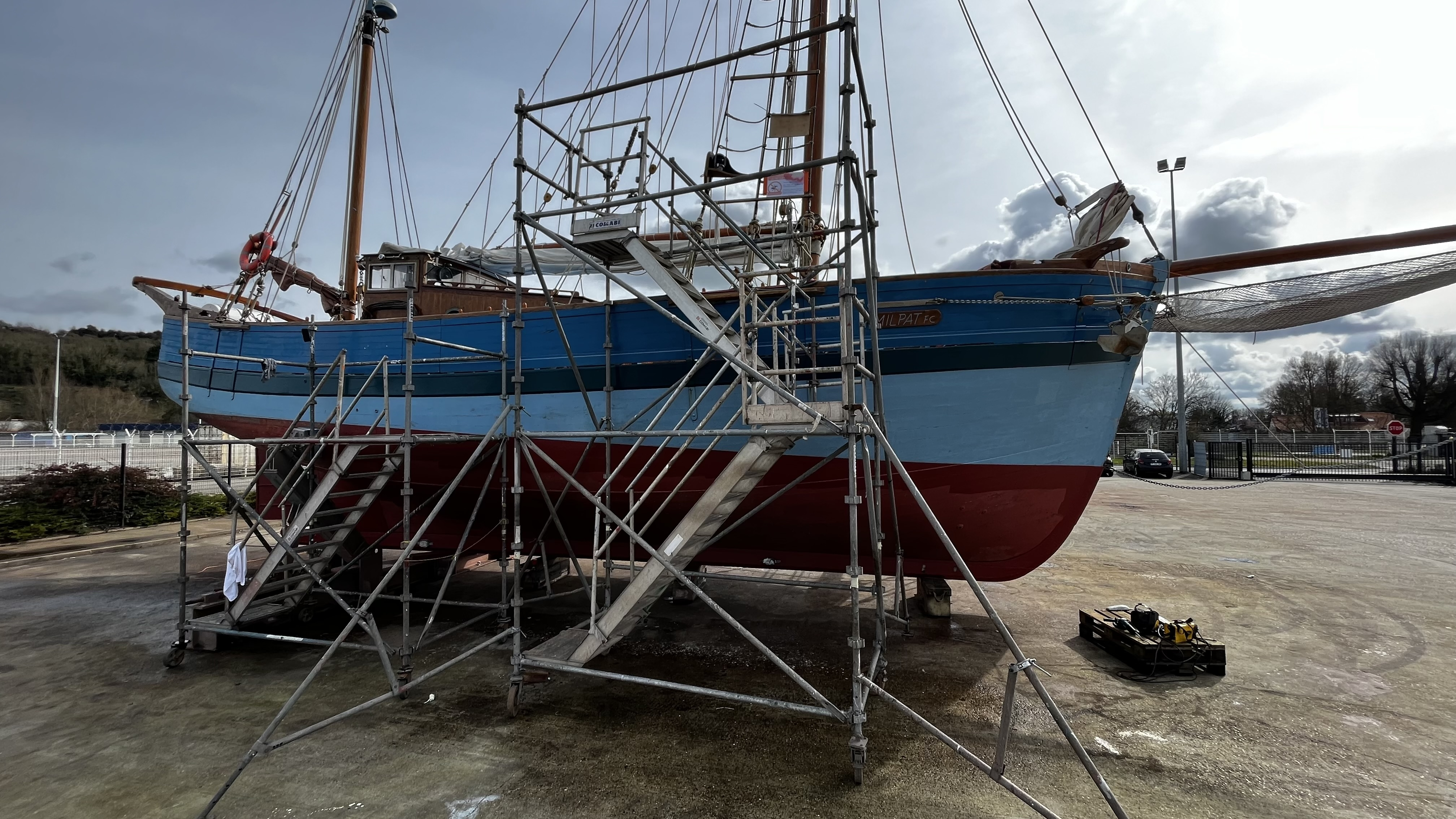
Le MilPat au chantier naval de Dieppe (2023).

1. 1 2  extrait de l'Acte de francidation du Milpat - AFDAM
2. ↑  l'association AFDAM
3. ↑  Certificat labellisation navire MICHEL ET PATRICK bip
4. ↑  Patrimoine Maritime et Fluvial, « Michel et Patrick », sur Patrimoine Maritime et Fluvial
5. ↑  Transport à la voile